# P/2019 Y2 (Fuls)
P/2019 Y2 (Fuls) — короткоперіодична комета із сім'ї Юпітера. Відкрита 21 грудня 2019 року; була 18.8m на час відкриття. Абсолютна величина комети разом з комою становить 13.8m.